# Valle Aurina
Valle Aurina, német nevén Ahrntal, település Olaszországban, Bolzano autonóm megyében. Lakosainak száma 5948 fő (2023. január 1.). Valle Aurina Predoi, Selva dei Molini, Campo Tures, Brandberg, Finkenberg és Mayrhofen községekkel határos.

## Népesség
A település népességének változása:
| Lakosok száma | 5697 | 5968 | 5991 | 5998 | 5948 |
|               | 2008 | 2015 | 2017 | 2018 | 2023 |